# Li Rui (Mathematiker)
Li Rui (* 8. Dezember 1768 in Yuanhe; † 30. Juni 1817 ebenda) war ein chinesischer Mathematiker.

## Leben
Als Jugendlicher lernte er Mathematik anhand des Lehrbuchs von Cheng Dawei (Suanfa tong zong, 1592). Nach dem Abschluss an der Provinzschule von Yuanhe 1788 studierte er an der Ziyang-Akademie in Yuanhe, an der der Direktor Qian Daxin (1728–1804) sein Mathematiklehrer war. Seine erste Veröffentlichung war ein Anhang zu einem Kommentar seines Lehrers und 1797 veröffentlichte er einen Kommentar zu einem Werk von Li Zhi von 1248 über ein- und umgeschriebene Kreise, gefolgt von einem Kommentar über dessen Neue Stufen der Rechenkunst (Yi gu yan duan) von 1259. Nachdem der Erziehungsminister der Provinz Zhejiang Ruan Yuan in Hangzhou 1795 ein Programm zu Kommentaren der Werke älterer chinesischer Mathematiker und Astronomen auflegte, war er daran mit seinem Lehrer Qian Daxin beteiligt.
Ab 1795 arbeitete er an der 1799 veröffentlichten Sammlung von Biographien von Mathematikern und Astronomen (Chouren zhuan, CRZ) von Ruan Yuan und war einer von dessen Sekretären. Es folgten meist Beiträge zu mathematischen Abhandlungen anderer Autoren und weiteren Kommentaren. Ab 1800 arbeitete er mit dem Mathematiker Jia Xun (1763–1820) zusammen, der ebenfalls am Biographienprojekt von Ruan Yuan beteiligt war.
1802 starb seine Frau. 1810 ging er nach Peking, wo er sich auf die Prüfungen für höhere Beamte vorbereitete, die er damals aber nicht bestand. In Peking wohnte er bei dem Mathematiker Li Huang (gestorben 1812), einem Kommentator der Jiu Zhang Suanshu. Um ihn von Li Rui zu unterscheiden, wurde er später auch nördlicher Li genannt, während Li Rui südlicher Li genannt wurde. In dessen Haus fand er einen Kommentar zu einem verschollen geglaubten Buch aus dem Jahr 1275 von Yang Hui, das er 1814 veröffentlichte. Li Rui stellte auch eine Reihe von weiteren Werken von Yang Hui, die um diese Zeit neu entdeckt wurden, zusammen. Er war später Sekretär von Zhang Dunren (1754–1834), der sich ebenfalls mit Mathematik beschäftigte.
Li Rui fand seine Inspiration meist in Werken älterer chinesischer Mathematiker, so Li Zhi und von Qin Jiushao und dessen Shùshū Jiǔzhāng (Mathematische Abhandlung in neun Kapiteln), der den Chinesischen Restsatz behandelte. 1814 veröffentlichte er ein Buch über Gleichungen höheren Grades (Kaifang Shuo). Li Rui entdeckte bei seiner Behandlung der Lösungen von Gleichungen höheren Grades unabhängig ein Äquivalent zur Vorzeichenregel von Descartes.
1799 veröffentlichte er ein Werk über Näherungsmethoden in astronomischen Rechnungen älterer chinesischer Mathematiker (Rifa shuoyu qiangruo kao, Erkundung der Daten von Brüchen für das tropische Jahr) bei der Berechnung der Unterschiede von Sonnen- und Mondkalender. 1798 veröffentlichte er ein Buch über die Berechnung von Bögen, 1806 über Rechnungen mit rechtwinkligen Dreiecken und 1808 über die Lösung linearer Gleichungssysteme.
Seine Ausgabe des Jade-Spiegels der vier Elemente (1303) von Zhu Shijie war bei seinem Tod unvollendet.